# 沙拉罗讷河畔栋皮埃尔
沙拉羅訥河畔栋皮埃尔（法語：Dompierre-sur-Chalaronne，法語發音：[dɔ̃pjɛʁ syʁ ʃalaʁɔn]）是法国东部安省的一个市镇。

## 地理
沙拉罗讷河畔栋皮埃尔（46°8'36"N, 4°54'16"E）面积4.78 平方千米，位于法国奥弗涅-罗讷-阿尔卑斯大区安省，该省份为法国东部省份，北起汝拉省，西北接索恩-卢瓦尔省，西接罗讷省和里昂大都会，南至伊泽尔省，东与萨瓦省、上萨瓦省和瑞士接壤。
与沙拉罗讷河畔栋皮埃尔接壤的市镇（或旧市镇、城区）包括：拉贝热芒-克莱芒西亚、巴南、沙拉罗讷河畔圣艾蒂安。

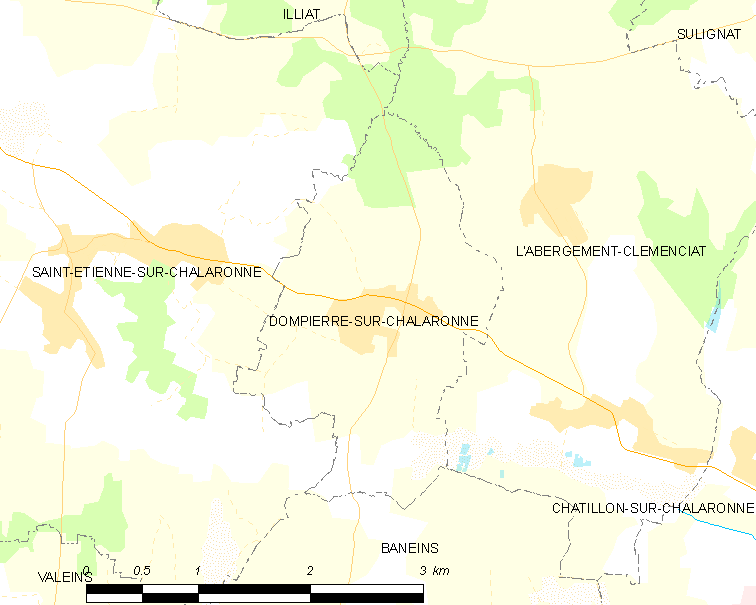
沙拉罗讷河畔栋皮埃尔的OSM定位图

沙拉罗讷河畔栋皮埃尔的时区为UTC+01:00、UTC+02:00（夏令时）。

## 行政
沙拉罗讷河畔栋皮埃尔的邮政编码为01400，INSEE市镇编码为01146。

## 政治
沙拉罗讷河畔栋皮埃尔所属的省级选区为沙拉罗讷河畔沙蒂永县。

## 人口

1962-2008年间沙拉罗讷河畔栋皮埃尔人口变化图示

沙拉罗讷河畔栋皮埃尔于2022年1月1日时的人口数量为453人。